# Jean-Pierre Chatelain
Jean-Pierre Chatelain (* 28. Januar 1916 in Delémont; † 15. Januar 1995 in Lausanne) war ein Schweizer Jurist und Politiker (FDP). Er gehörte dem Grossen Rat des Kantons Bern an und war Bundesrichter.

## Biografie
Er war der Sohn des Anwalts und Notars Edmond Chatelain und von Alice Eggenschwiler. Nach der Matura am Gymnasium von Porrentruy studierte er Recht an der Universität Bern. 1941 erhielt er das Anwaltspatent und war daraufhin als Gerichtsschreiber in französischer Sprache am Obergericht des Kantons Bern tätig. 1946 promovierte er in Rechtswissenschaften, ein Jahr später erhielt er auch das Diplom als Notar. Anschliessend führte Chatelain eine Anwalts- und Notariatskanzlei in Delémont. Er war Mitglied der Anwaltskammer, des Rates des bernischen Anwaltsverbandes und des Vorstandes des Schweizerischen Anwaltsverbandes sowie Vizepräsident des bernischen Notarenverbandes. 1950 wurde er in den bernischen Grossen Rat gewählt.
Im November 1959 sollte der Grosse Rat den Nachfolger von Georges Moeckli im Ständerat wählen. Gemäss einer ungeschriebenen Regel, wonach dem jurassischen Kantonsteil eine Vertretung zustand, nominierte die FDP Chatelain. Die BGB als grösste Fraktion stellte sich jedoch gegen diese Kandidatur, da sich Chatelain in der Jurafrage angeblich nicht eindeutig genug gegen die Separatisten ausgesprochen hatte. Sie erklärte, er sei im Kampf um die Einheit des Kantons nie hervorgetreten und sei deshalb aus staatspolitischen Gründen nicht wählbar. Die Grossräte beugten sich dem Druck und gaben stattdessen Charles Jeanneret den Vorzug.
Chatelain trat 1961 aus dem Grossen Rat zurück. Am 10. Dezember 1964 wählte ihn die Bundesversammlung zum Bundesrichter. Sein Amt trat er zu Beginn des Jahres 1965 an. Von 1978 bis zu seiner Pensionierung 1981 präsidierte er die 1. Zivilabteilung.